# Christian Frederik Beyers

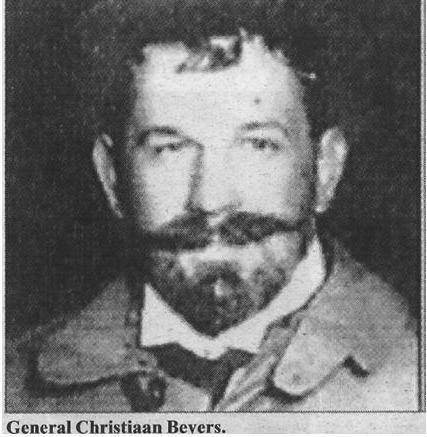
Christian Frederik Beyers.

Christian Frederik Beyers, född 1869 och död 1914, var en sydafrikansk statsman och militär.
Beyers föddes i Kapkolonin men flyttade tidigt till Transvaal. I boerkriget deltog han med stor utmärkelse och avancerade till general. Efter kriget drog han sig tillbaka med blev 1906 talman i den representation, som Transvaal då fick. Som sådan vann han sig stort anseende genom oväld och duglighet, vilket bidrog till att han blev befälhavare för Sydafrikanska unionens egna trupper 1910. Vid första världskrigets utbrott skilde han sig från Louis Botha och Jan Christian Smuts, som önskade lojalitet mot Storbritannien och motsatte sin infallet i Tyska Sydvästafrika. Beyers stora inflytande bland boerna gjorde, att han kunde organisera ett uppror (Maritzupproret) mot engelsmännen. Han led dock flera nederlag och under sitt försök att undkomma över Vaalfloden drunknade han i december 1914.